# Филип III фон Винебург-Байлщайн
Филип III фон Винебург-Байлщайн (на немски: Philipp III von Winnenburg u. Beilstein; * 6 юли 1564; † сл. 1634) е фрайхер, господар на господството Винебург-Байлщайн и бургграф на Алцай.
Той е големият син на Филип II фон Винебург-Байлщайн († 1600), бургграф на Алцай, и съпругата му Юта фон Сайн-Витгенщайн († 1612), дъщеря на граф Вилхелм I фон Сайн-Витгенщайн († 1570) и Йоханета фон Изенбург-Ноймаген († 1563). По-маките му братя са Еберхард († 1587) и фрайхер Вилхелм († 1636/1637). Сестра му Анна (* 1570) е омъжена за Филип фон Папенхайм († 1619).

## Фамилия
Филип III фон Винебург-Байлщайн се жени за Елизабет фон Папенхайм († сл. 1612). Те имат четири деца:
- Фридрих (19 август 1601 – 3 ноември 1603)
- Елизабет (1602 – 1636)
- Лудовика (1604 – 1636)
- Юлиана Христина (1612 – 1612)